# XIX Spadochronowe Mistrzostwa Śląska 1988
XIX Spadochronowe Mistrzostwa Śląska 1988 – odbyły się 26–29 maja 1988 na lotnisku Gliwice. Gospodarzem Mistrzostw był Aeroklub Gliwicki, a organizatorem Sekcja Spadochronowa Aeroklubu Gliwickiego. Do dyspozycji skoczków był samolot An-2TD SP-ANW.

## Rozegrane kategorie
Mistrzostwa rozegrano w siedmiu kategoriach spadochronowych:
- Indywidualna – celność lądowania (6 skoków) – skoki wykonywano z wysokości 1000 m i opóźnieniem 0–5 sekund
- Indywidualna – akrobacja indywidualna (2 skoki + 3. finałowy) – skoki wykonywano z wysokości 2000 m, opóźnienie 25 sekund
- Indywidualna – dwubój (celność lądowania + akrobacja indywidualna)
- Drużynowa – celność lądowania
- Drużynowa – akrobacja indywidualna
- Drużynowa – dwubój
- Relativ drużyny trzyosobowe (3 skoki + 1 skok finałowy) – skoki zespołowe z zejściem się w czasie opadania z zamkniętym spadochronem 3. skoczków w powietrzu. Skok wykonywany z wysokości 2500 m, opóźnienie 40 sekund.

## Kierownictwo Mistrzostw
- Przewodniczący Komitetu Organizacyjnego: mgr Janusz Krajewski
- Kierownik Mistrzostw: instr. pilot Ryszard Ptaszek
- Kierownik Sportowy: Jan Isielenis
- Przewodnicząc Komisji Sędziowskiej: Marian Gmerek (WKS Śląsk Wrocław)
- Członkowie komisji: Witold Sas (Bielsko-Biała), Jan Isielenis (Gliwice).

Źródło:  

## Medaliści
Medalistów XIX Spadochronowych Mistrzostw Śląska 1988 podano za: Jan Isielenis, Archiwum Sekcji Spadochronowej Aeroklubu Gliwickiego, 1988. Brak numerów stron w książce
| Konkurencja               | Złoto               | Srebro                   | Brąz                                                                  |
| Indywidualnie – celność   | Krzysztof Janus     | Maciej Antkowiak         | Adam Piskor                                                           |
| Indywidualnie – akrobacja | Maciej Antkowiak    | Roman Wejksznia          | Robert Erdowski                                                       |
| Indywidualnie – dwubój    | Maciej Antkowiak    | Roman Wejksznia          | Krzysztof Janus                                                       |
| Drużynowo – celność       | Aeroklub Krakowski  | WKS Śląsk Wrocław        | Aeroklub Bielsko-Bialski                                              |
| Drużynowo – akrobacja     | Aeroklub Gliwicki I | Aeroklub Bielsko-Bialski | WKS Śląsk Wrocław                                                     |
| Drużynowo – dwubój        | Aeroklub Krakowski  | WKS Śląsk Wrocław        | Aeroklub Bielsko-Bialski                                              |
| Relativ                   | Aeroklub Śląski     | Aeroklub Gliwicki I      | Aeroklub Gliwicki II WKS Śląsk Wrocław Aeroklub ROW Aeroklub Lubelski |

## Wyniki zawodów
Wyniki XIX Spadochronowych Mistrzostw Śląska 1988 podano za: Jan Isielenis, Archiwum Sekcji Spadochronowej Aeroklubu Gliwickiego, 1988. Brak numerów stron w książce
Na starcie stanęło 29 zawodników z 10 aeroklubów krajowych  Polska i z WKS Śląsk Wrocław  Polska. Poza konkursem startowały kobiety z Aeroklubu Gliwickiego: Marzena Blicharz, Anna Waszkielewicz i Beata Brzozoń.

### Klasyfikacja indywidualna (celność lądowania – spadochronyklasyczne)

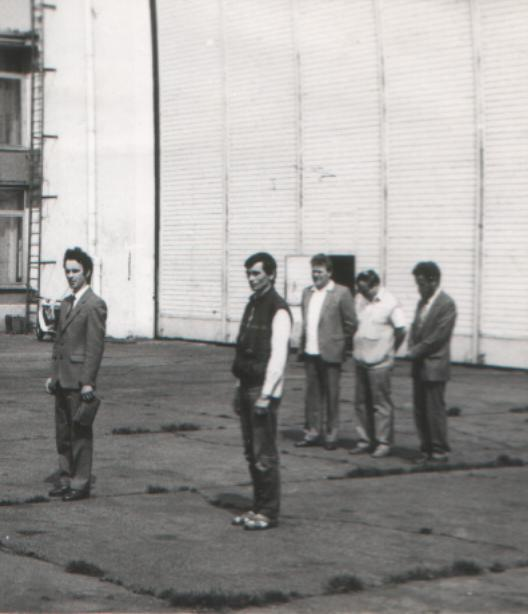
XIX Spadochronowe Mistrzostwa Śląska 1988 – uroczyste otwarcie

| Miejsce | Imię i nazwisko       | Nota łączna | Drużyna                  |
| 1.      | Krzysztof Janus       | 0,13 m      | Aeroklub Krakowski       |
| 2.      | Maciej Antkowiak      | 0,20 m      | WKS Śląsk Wrocław        |
| 3.      | Adam Piskor           | 0,22 m      | Aeroklub Krakowski       |
| 4.      | Krzysztof Łuszczyński | 0,29 m      | Aeroklub Lubelski        |
| 5.      | Henryk Kluka          | 0,35 m      | Aeroklub Bielsko-Bialski |
| 6.      | Stanisław Gruszka     | 0,36 m      | Aeroklub Śląski          |
| 7.      | Janusz Żurowski       | 0,37 m      | Aeroklub Krakowski       |
| 8.      | Jarosław Mitaszka     | 0,40 m      | Aeroklub Lubelski        |
| 9.      | Marek Boryczka        | 0,41 m      | Aeroklub Gliwicki I      |
| 10.     | Roman Wejksznia       | 0,42 m      | WKS Śląsk Wrocław        |
| 11.     | Robert Erdowski       | 0,43 m      | Aeroklub Wrocławski      |
| 12.     | Piotr Dziergas        | 0,48 m      | Aeroklub Bielsko-Bialski |
| 13.     | Tomasz Fidelus        | 0,51 m      | Aeroklub Jeleniogórski   |
| 14.     | Krzysztof Filus       | 0,53 m      | Aeroklub Śląski          |
| 15.     | Jerzy Nieroda         | 0,54 m      | Aeroklub Bielsko-Bialski |
| 16–17.  | Robert Borodiuk       | 0,60 m      | WKS Śląsk Wrocław        |
| 16–17.  | Mariusz Bieniek       | 0,60 m      | Aeroklub Gliwicki II     |
| 18.     | Marcin Willner        | 0,63 m      | Aeroklub Gliwicki II     |
| 19.     | Piotr Dudziak         | 0,64 m      | Aeroklub Gliwicki I      |
| 20.     | Krzysztof Wąsik       | 0,64 m      | Aeroklub Gliwicki III    |
| 21.     | Piotr Knop            | 0,69 m      | Aeroklub Gliwicki II     |
| 22.     | Wiesław Rade          | 0,72 m      | Aeroklub ROW             |
| 23.     | Bogdan Bryzik         | 0,78 m      | Aeroklub Gliwicki I      |
| 24.     | Dariusz Nadzieja      | 0,78 m      | Aeroklub Gliwicki III    |
| 25.     | Jarosław Rubinkowski  | 0,79 m      | Aeroklub Gliwicki III    |
| 26.     | Leszek Kubiak         | 0,80 m      | Aeroklub Śląski          |
| 27.     | Sławomir Sosnkowski   | 0,83 m      | Aeroklub Jeleniogórski   |
| 28–29.  | Krzysztof Kiełbasa    | 0,96 m      | Aeroklub Jeleniogórski   |
| 28–29.  | Henryk Grudziński     | 0,96 m      | Aeroklub Lubelski        |

### Klasyfikacja indywidualna (akrobacja indywidualna– spadochronyklasyczne)
| Miejsce | Imię i nazwisko       | Nota łączna | Drużyna                  |
| 1.      | Maciej Antkowiak      | 25,50 s     | WKS Śląsk Wrocław        |
| 2.      | Roman Wejksznia       | 26,95 s     | WKS Śląsk Wrocław        |
| 3.      | Robert Erdowski       | 28,45 s     | Aeroklub Wrocławski      |
| 4.      | Piotr Dziergas        | 28,65 s     | Aeroklub Bielsko-Bialski |
| 5.      | Jerzy Nieroda         | 28,85 s     | Aeroklub Bielsko-Bialski |
| 6.      | Piotr Dudziak         | 29,00 s     | Aeroklub Gliwicki I      |
| 7.      | Marek Boryczka        | 29,40 s     | Aeroklub Gliwicki I      |
| 8.      | Janusz Żurowski       | 29,75 s     | Aeroklub Krakowski       |
| 8.      | Bogdan Bryzik         | 29,75 s     | Aeroklub Gliwicki I      |
| 9.      | Krzysztof Filus       | 29,80 s     | Aeroklub Śląski          |
| 10.     | Henryk Kluka          | 31,05 s     | Aeroklub Bielsko-Bialski |
| 11.     | Stanisław Gruszka     | 32,85 s     | Aeroklub Śląski          |
| 12.     | Krzysztof Janus       | 33,20 s     | Aeroklub Krakowski       |
| 13.     | Piotr Knop            | 34,20 s     | Aeroklub Gliwicki II     |
| 14.     | Krzysztof Kiebała     | 36,50 s     | Aeroklub Jeleniogórski   |
| 15.     | Adam Piskor           | 36,40 s     | Aeroklub Krakowski       |
| 16.     | Krzysztof Utzig       | 36,95 s     | WKS Śląsk Wrocław        |
| 17.     | Krzysztof Łuszczyński | 37,35 s     | Aeroklub Lubelski        |
| 18.     | Leszek Kubiak         | 37,65 s     | Aeroklub Śląski          |
| 19.     | Krzysztof Wąsik       | 37,85 s     | Aeroklub Gliwicki III    |
| 20.     | Marcin Willner        | 38,45 s     | Aeroklub Gliwicki II     |
| 21.     | Tomasz Fidelus        | 39,80 s     | Aeroklub Jeleniogórski   |
| 22.     | Jarosław Rubinkowski  | 40,55 s     | Aeroklub Gliwicki III    |
| 23.     | Mariusz Bieniek       | 41,15 s     | Aeroklub Gliwicki II     |
| 24.     | Jarosław Mitaszka     | 43,60 s     | Aeroklub Lubelski        |
| 25.     | Henryk Grudziński     | 45,05 s     | Aeroklub Lubelski        |
| 26.     | Sławomir Sosnkowski   | 46,90 s     | Aeroklub Jeleniogórski   |
| 27.     | Wiesław Radke         | 47,70 s     | Aeroklub ROW             |

### Klasyfikacja indywidualna (dwubój – spadochronyklasyczne)
| Miejsce | Imię i nazwisko       | Drużyna                  |
| 1.      | Maciej Antkowiak      | WKS Śląsk Wrocław        |
| 2.      | Roman Wejksznia       | WKS Śląsk Wrocław        |
| 3.      | Krzysztof Janus       | Aeroklub Krakowski       |
| 4.      | Robert Erdowski       | Aeroklub Wrocławski      |
| 5.      | Henryk Kluka          | Aeroklub Bielsko-Bialski |
| 6.      | Janusz Żurowski       | Aeroklub Krakowski       |
| 7.      | Piotr Dziergas        | Aeroklub Bielsko-Bialski |
| 8.      | Marek Boryczka        | Aeroklub Gliwicki I      |
| 9.      | Stanisław Gruszka     | Aeroklub Śląski          |
| 10.     | Adam Piskor           | Aeroklub Krakowski       |
| 11.     | Jerzy Nieroda         | Aeroklub Bielsko-Bialski |
| 12.     | Krzysztof Łuszczyński | Aeroklub Lubelski        |
| 13.     | Krzysztof Filus       | Aeroklub Śląski          |
| 14.     | Piotr Dudziak         | Aeroklub Gliwicki I      |
| 15.     | Bogdan Bryzik         | Aeroklub Gliwicki I      |
| 16.     | Jarosław Mitaszka     | Aeroklub Lubelski        |
| 17.     | Krzysztof Utzig       | WKS Śląsk Wrocław        |
| 18.     | Tomasz Fidelus        | Aeroklub Jeleniogórski   |
| 19.     | Piotr Knop            | Aeroklub Gliwicki II     |
| 20.     | Marcin Willner        | Aeroklub Gliwicki II     |
| 21.     | Mariusz Bieniek       | Aeroklub Gliwicki II     |
| 22.     | Krzysztof Wąsik       | Aeroklub Gliwicki III    |
| 23.     | Krzysztof Kiebała     | Aeroklub Jeleniogórski   |
| 24.     | Leszek Kubiak         | Aeroklub Śląski          |
| 25.     | Jarosław Rubinkowski  | Aeroklub Gliwicki III    |
| 26.     | Wiesław Radke         | Aeroklub ROW             |
| 27.     | Dariusz Nadzieja      | Aeroklub Gliwicki III    |
| 28.     | Henryk Grudziński     | Aeroklub Lubelski        |
| 29.     | Sławomir Sosnkowski   | Aeroklub Jeleniogórski   |

### Klasyfikacja drużynowa celność lądowania – spadochronyklasyczne
| Miejsce | Drużyna                                 | Wynik drużyny |
| ------- | --------------------------------------- | ------------- |
| 1.      | Aeroklub Krakowski                      | 0,74 m        |
| 2.      | WKS Śląsk Wrocław                       | 1,22 m        |
| 3.      | Aeroklub Bielsko-Bialski                | 1,37 m        |
| 4.      | Aeroklub Lubelski                       | 1,65 m        |
| 5.      | Aeroklub Śląski                         | 1,69 m        |
| 6.      | Aeroklub Gliwicki I                     | 1,83 m        |
| 7.      | Aeroklub Gliwicki II                    | 1,92 m        |
| 8.      | Aeroklub Wrocławski–Aeroklub ROW        | 2,21 m        |
| 9.      | Aeroklub Gliwicki III                   | 2,21 m        |
| 10.     | Aeroklub Jeleniogórski–Aeroklub Opolski | 2,30 m        |

### Klasyfikacja drużynowa akrobacja – spadochronyklasyczne
| Miejsce | Drużyna                                 | Wynik drużyny |
| ------- | --------------------------------------- | ------------- |
| 1.      | Aeroklub Gliwicki I                     | 88,15 pkt.    |
| 2.      | Aeroklub Bielsko-Bialski                | 88,55 pkt.    |
| 3.      | WKS Śląsk Wrocław                       | 89,40 pkt.    |
| 4.      | Aeroklub Krakowski                      | 99,35 pkt.    |
| 5.      | Aeroklub Śląski                         | 100,30 pkt.   |
| 6.      | Aeroklub Gliwicki II                    | 113,80 pkt.   |
| 7.      | Aeroklub Jeleniogórski–Aeroklub Opolski | 123,20 pkt.   |
| 8.      | Aeroklub Wrocławski–Aeroklub ROW        | 124,15 pkt.   |
| 9.      | Aeroklub Lubelski                       | 126,00 pkt.   |
| 10.     | Aeroklub Gliwicki III                   | 126,40 pkt.   |

### Klasyfikacja drużynowa dwubój – spadochronyklasyczne
| Miejsce | Drużyna                                 |
| ------- | --------------------------------------- |
| 1.      | Aeroklub Krakowski                      |
| 2.      | WKS Śląsk Wrocław                       |
| 3.      | Aeroklub Bielsko-Bialski                |
| 4.      | Aeroklub Gliwicki                       |
| 5.      | Aeroklub Śląski                         |
| 6.      | Aeroklub Lubelski                       |
| 7.      | Aeroklub Gliwicki II                    |
| 8.      | Aeroklub Wrocławski–Aeroklub ROW        |
| 9.      | Aeroklub Jeleniogórski–Aeroklub Opolski |
| 10.     | Aeroklub Gliwicki III                   |

### Klasyfikacja drużynowa Relativ – spadochronyklasyczne
| Miejsce | Drużyna                        |
| ------- | ------------------------------ |
| 1.      | Aeroklub Śląski                |
| 2.      | Aeroklub Gliwicki              |
| 3–5.    | Aeroklub Gliwicki II           |
| 3–5.    | WKS Śląsk Wrocław              |
| 3–5.    | Aeroklub ROW–Aeroklub Lubelski |
| 6.      | Aeroklub Bielsko-Bialski       |
| 7.      | Aeroklub Krakowski             |